# Крёстная мать (коктейль)
«Крёстная мать» (англ. Godmother) — алкогольный коктейль на основе водки и амаретто. Является «близким родственником» коктейля «Крёстный отец». Входит в число официальных коктейлей Международной ассоциации барменов (IBA), категория «Современная классика» (англ. Contemporary classics).

## Состав
- Водка 35 мл
- Амаретто 35 мл
- Лед

Бокал олд-фешен наполняют льдом, заливают водку и миндальный ликёр, после чего коктейль аккуратно перемешивают.

## История
Как это часто бывает, точно происхождение этого коктейля неизвестно. Он стал известен незадолго до выхода одноимённого фильма. Название коктейля «Крёстная мать» созвучно названию коктейля «Крёстный отец». Действительно, их объединяет один общий ингредиент — миндальный ликёр, который в варианте «Крёстный отец» смешивают с виски, а не с водкой, как в варианте «матери».